# Edward Cedeño
Edward Edier Cedeño Guerrel (Ciudad de Panamá, Panamá, 5 de julio de 2003) es un futbolista panameño que juega como mediocampista en la U. D. Las Palmas de la Segunda División de España.

## Trayectoria

### Potros del Este
Se formó en las categorías inferiores del Potros del Este y su debut profesional en la Primera División de Panamá fue el 18 de septiembre de 2021 en el empate 1 a 1 contra el Herrera FC en el Estadio Los Milagros entrando al partido al minuto 11 y marcando el gol del empate. Disputó 5 partidos y anotó 1 gol en el Torneo Clausura 2021, para el 2022 el club cambió su nombre a Potros del Este en donde jugó 6 partidos en el Torneo Apertura 2022 y 5 partidos en el Torneo Clausura 2022.

### L. D. Alajuelense
El 20 de septiembre del 2022 fue anunciado su cesión al Alajuelense Sub-20. Debutó con el equipo sub-20 el 18 de octubre de 2022 en donde jugó los 90 minutos, disputó diferentes torneos juveniles con el club, debutó con el primer equipo del LD Alajuelense en un partido de la Copa Suerox 2022 en la victoria 0 a 1 contra A. D. Guanacasteca en el Estadio Chorotega, entrando de cambio al minuto 69 por Alexander López, disputó 2 partidos en dicha copa. Debutó en la Primera División de Costa Rica en el Torneo Apertura 2023 el 11 de septiembre de 2023 en la victoria 1 a 2 contra el Municipal Grecia en el Estadio José Joaquín "Colleya" Fonseca en donde entrando de cambio al minuto 82 por Aarón Suárez, en dicho torneo jugó 8 partidos llegando hasta semifinales.
Salió campeón de la Copa DoradoBet 2023 en donde jugó 2 partidos. Debutó en la Copa Centroamericana de Concacaf 2023 el 5 de octubre de 2023 en la victoria 3 a 0 contra el Club Sport Cartaginés en el Estadio Alejandro Morera Soto entrando al minutos 77 en donde le dio una asistencia a Freddy Góndola en el minutos 89, salió campeón de dicho torneo en donde jugó 4 partidos y dio 1 asistencias. A inicio del 2024 pasó a pertenecer al primer equipo cedido hasta el 30 de julio de 2025 por los Potros del Este. Fue subcampeón del Campeonato de Clausura 2024 en donde perdieron la final en un marcador global de 3 a 1 contra el Deportivo Saprissa en donde no estuvo convocado, en dicho campeonato jugó 13 partidos.

### S. D. Tarazona
El 21 de agosto de 2024 fue anunciado su cesión al S. D. Tarazona hasta final de temporada con una opción de compra. Debutó con el club el 27 de septiembre de 2024 en el empate 0 a 0 contra el F. C. Barcelona Atlètic en el estadio Municipal de Tarazona en donde fue titular y jugó hasta el minuto 77.

### U. D. Las Palmas
El 10 de julio de 2025 fue traspasado a la U. D. Las Palmas de la Segunda División de España, firmando un contrato hasta 2028.

## Selección nacional

### Categorías inferiores
Fue convocado por la selección sub-20 de Panamá para disputar el Torneo Uncaf Sub-19 de 2022 en donde jugó 4 partidos y anotó 1 gol, quedando en el tercer lugar y el Campeonato Sub-20 de la Concacaf de 2022 en donde jugó 5 partidos. Fue convocado por la selección sub-23 de Panamá para disputar el Torneo Maurice Revello de 2023 en donde jugó 4 partidos y quedó campeón de dicho torneo.

### Participaciones en selección nacional
| Copa                        | Categoría | Sede     | Resultado        | Partidos | Goles |
| --------------------------- | --------- | -------- | ---------------- | -------- | ----- |
| Torneo Uncaf Sub-19 de 2022 | Sub-20    | Belice   | Tercer lugar     | 4        | 1     |
| Campeonato Sub-20 2022      | Sub-20    | Honduras | Cuartos de final | 5        | 0     |
| Torneo Maurice Revello 2023 | Sub-23    | Francia  | Campeón          | 4        | 0     |
| Liga de Naciones 2024-25    | Mayor     | Concacaf | Subcampeón       | 0        | 0     |

## Clubes
| Club                 | País       | Año       |
| -------------------- | ---------- | --------- |
| Potros del Este      | Panamá     | 2021-2022 |
| Alajuelense Reservas | Costa Rica | 2023      |
| L. D. Alajuelense    | Costa Rica | 2024      |
| S. D. Tarazona       | España     | 2024-2025 |
| U. D. Las Palmas     | España     | 2025-     |

## Palmarés

### Títulos nacionales
| Título         | Club              | País       | Año  |
| -------------- | ----------------- | ---------- | ---- |
| Torneo de Copa | L. D. Alajuelense | Costa Rica | 2023 |

### Títulos internacionales
| Título               | Equipo            | Sede     | Año  |
| -------------------- | ----------------- | -------- | ---- |
| Copa Centroamericana | L. D. Alajuelense | Concacaf | 2023 |